# Inscrição de Paiculi

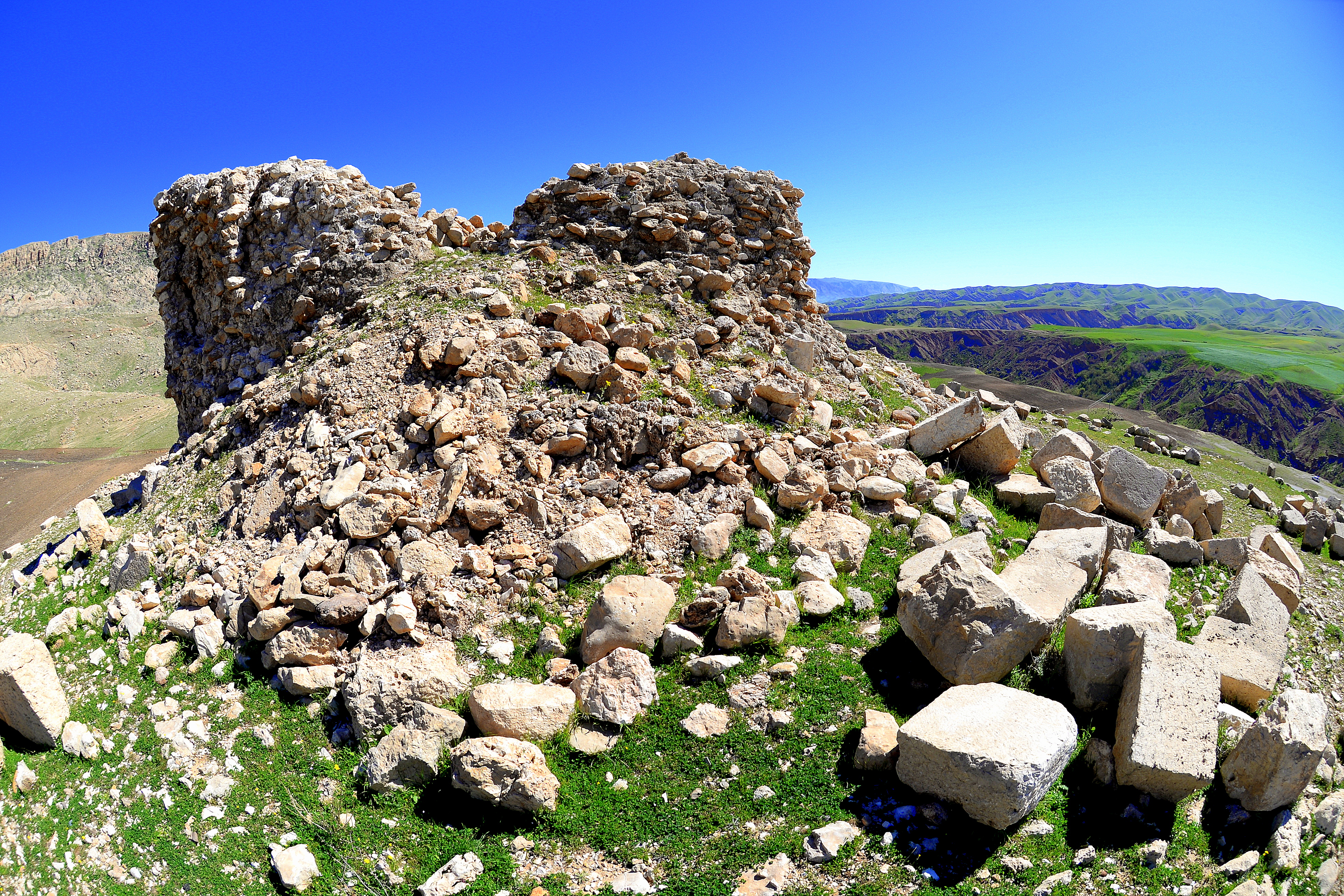
Ruínas da torre

Inscrição de Paiculi (em árabe: بيكولي‎; em persa: پایکولی‎; romaniz.: Paikuli) é uma inscrição bilíngue, em persa médio e parta, erigida pelo xá Narses I (r. 293–302) do Império Sassânida na torre de Paiculi, no atual Curdistão iraquiano. É a única fonte do efêmero reinado de Vararanes III (r. 293), filho de Vararanes II (r. 274–293), contra quem Narses guerreou pela coroa. Nela é narrada a luta pelo poder, a ascensão de Narses e ainda consta uma lista dos apoiantes do último.
O monumento no qual consta a inscrição foi visitado inúmeras vezes ao longo do século XIX e à época já estava arruinado. Em 1844, H. C. Rawlinson visitou-o e fez esboços, hoje na Real Sociedade Geográfica de Londres, de 32 blocos e os confiou a E. Thomas, que os publicou com extenso comentário. As inscrições foram estudadas por outros iranólogos como Martin Haug, mas os esboços em si só foram publicados por H. Humbach em 1874. Ernst Herzfeld visitou o sítio no verão de 1911 e fez alguns calcos epigráficos e fotografias que enviou a F. C. Andreas em Gotinga. Sua obra, somada a de Rawlinson, assegurou o conhecimento de 100 blocos de inscrições, 55 em persa médio e 45 em parta.